# Distrikt San Buenaventura (Canta)
Der Distrikt San Buenaventura liegt in der Provinz Canta in der Region Lima in West-Peru. Der Distrikt wurde am 2. Januar 1857 gegründet. Auf einer Fläche von 108 km² lebten im Jahr 2017 608 Menschen. Im Jahr 1993 lag die Einwohnerzahl bei 1192, im Jahr 2007 bei 921. Verwaltungssitz ist die 2702 m hoch gelegene Ortschaft San Buenaventura mit 196 Einwohnern (Stand 2017). San Buenaventura liegt knapp 5 km westsüdwestlich der Provinzhauptstadt Canta.

## Geographische Lage
Der Distrikt San Buenaventura liegt im Bergland der peruanischen Westkordillere im Nordosten der Provinz Canta. Der Río Chillón fließt entlang der südöstlichen Distriktgrenze in südsüdwestlicher Richtung.
Der Distrikt San Buenaventura grenzt im Westen an die Distrikte Huamantanga, Sumbilca und Atavillos Bajo (die letzten beiden in der Provinz Huaral), im Norden an den Distrikt Atavillos Alto, im Nordosten an den Distrikt Huaros sowie im Südosten an die Distrikte Canta und Lachaqui.